# Coupe de France de hockey sur glace 2006-2007
Navigation
Coupe de France 2006 Coupe de France 2008
La Coupe de France de hockey sur glace 2006-07 a vu sa finale se jouer devant 12 215 personnes (record d'affluence pour un match opposant deux équipes françaises) au Palais omnisports de Paris-Bercy le 14 février 2007.

## Déroulement de la compétition

### Tour de barrage
Le tour préliminaire du 23 septembre a vu la victoire du club des Renards de Roanne 4-1 contre les Yétis de l'Alpe d'Huez.

### Premier tour
Le premier tour a eu lieu les 30 septembre et 11 octobre :
30 septembre
- Les Bisons de Neuilly-sur-Marne 5-1 Asnières Hockey Club (0-1 ; 2-0 ; 3-0)
- Lynx de Valence 10-3 Sangliers Arvernes de Clermont (5-3 ; 2-0 ; 3-0)
- Castors d'Avignon 6-4 Nice Hockey Côte d'Azur (0-0 ; 3-1 ; 3-3)
- Bélougas de Toulouse 2-6 HOGLY Hockey Club Yonnais (1-0 ; 0-5 ; 1-1)
- Stade Poitevin 2-12 Les Boxers de Bordeaux
- Corsaires de Nantes 1-5 Les Dogs de Cholet (0-1 ; 1-3 ; 0-1)
- Diables Noirs de Tours 10-1 Brest Albatros Hockey (2-0 ; 4-0 ; 4-1)
- Meudon Hockey Club 1-8 ACBB Boulogne-Billancourt (1-3 ; 0-2 ; 0-3)
- Anges du Vésinet 2-3 Club Olympique Courbevoie
- Lions de Belfort 7-2 Élans de Champigny (2-0 ; 3-0 ; 2-2)
- Orléans Loiret Hockey sur Glace 1-4 Français Volants de Paris (1-2 ; 0-2 ; 0-0)
- Hockey Club de Cergy-Pontoise 4-5 Hockey Club du Havre (0-0 ; 3-2 ; 1-3)
- Évry 4-8 HC Garges (1-3 ; 0-0 ; 3-5)
- Renards Roannais 0-24 Chevaliers du Lac d'Annecy
- Jets de Viry-Essonne 6-2 Reims Champagne hockey (1-2 ; 1-0 ; 4-0)

11 octobre
- Lyon Hockey Club 4-0 Éléphants de Chambéry (1-0 ; 2-0 ; 1-0)

### Seizièmes de finale
Les seizièmes de finale ont eu lieu les 24 et 25 octobre 2006.
24 octobre
- Avalanche Mont-Blanc 3-2 Chevaliers du Lac d'Annecy pipo (0-0 ; 2-1 ; 0-1 ; 1-0)
- Drakkars de Caen  3-5 Club Olympique Courbevoie (1-0 ; 2-0 ; 0-5)
- HC Garges 3-1 Jets de Viry-Essonne (1-0 ; 0-1 ; 2-0)
- Orques d'Anglet 1-5 Ducs d'Angers (0-2 ; 1-0 ; 0-3)
- Dauphins d'Épinal 6-4 Étoile noire de Strasbourg (3-1 ; 2-1 ; 1-2)
- Lynx de Valence 1-3 Chamois de Chamonix
- Brûleurs de Loups de Grenoble 1-2 Ours de Villard-de-Lans (0-1;1-1;0-0)
- Rapaces de Gap 1-6 Diables Rouges de Briançon (1-1 ; 0-2 ; 0-3)
- ACBB Boulogne-Billancourt 0-16 Dragons de Rouen (0-4 ; 0-10 ; 0-2)
- Lyon Hockey Club 5-7 Pingouins de Morzine (1-3 ; 1-2 ; 3-2)
- Castors d'Avignon 4-3 Vipers de Montpellier (1-1 ; 2-1 ; 1-1)
- Les Dogs de Cholet 3-10 Diables Noirs de Tours (1-6 ; 1-4 ; 1-0)

25 octobre
- Français Volants de Paris 0-19 Gothiques d'Amiens
- Les Boxers de Bordeaux 4-5 HOGLY Hockey Club Yonnais (1-1	; 2-2	; 1-2)
- Lions de Belfort 1-9 Ducs de Dijon (0-2 ; 1-3 ; 0-4)
- Les Bisons de Neuilly-sur-Marne 4-1 Hockey Club du Havre (3-1 ; 0-0 ; 1-0)

### Huitièmes de finale
Les huitièmes de finale ont eu lieu les 14 et 15 novembre 2006.
14 novembre
- Ours de Villard-de-Lans 6-0 Castors d'Avignon (2-0 ; 2-0 ; 2-0)
- Diables Rouges de Briançon 3-2 Avalanche Mont-Blanc (1-0 ; 0-1 ; 1-0 ; 1-1 ; 1-0)
- Chamois de Chamonix 3-4 Pingouins de Morzine (3-0 ; 0-1 ; 0-2 ; 0-1)
- Ducs de Dijon 2-3 Dauphins d'Épinal (0-1 ; 1-1 ; 1-1)
- HOGLY Hockey Club Yonnais 4-12 Dragons de Rouen (1-5 ; 1-2 ; 2-5)

15 novembre
- Gothiques d'Amiens 9-0 Les Bisons de Neuilly-sur-Marne (3-0 ; 2-0 ; 4-0)
- Diables Noirs de Tours 2-3  Ducs d'Angers (1-0 ; 1-2 ; 0-0 ; 0-1)
- Club Olympique Courbevoie 4-5 HC Garges

### Quarts de finale
Les quarts de finale ont eu lieu soit en décembre soit en janvier
19 décembre
- Pingouins de Morzine 3-4 Dauphins d'Épinal (1-2 ; 1-1 ; 1-0 ; 0-1)
- HC Garges 1-7 Ducs d'Angers (0-0 ; 1-6 ; 0-1)

16 janvier
- Diables Rouges de Briançon 5-4 Ours de Villard-de-Lans (2-1 ; 2-0 ; 1-3)

23 janvier
- Dragons de Rouen 5-1 Gothiques d'Amiens (0-0 ; 3-1 ; 2-0)

### Demi-finale
Les demi-finales ont eu lieu les 30 et 31 janvier 2007.
30 janvier
- Dauphins d'Épinal 4-3 Diables Rouges de Briançon (0-0 ; 1-2 ; 2-1 ; 1-0)

31 janvier
- Ducs d'Angers 4-2 Dragons de Rouen (1-0 ; 0-1 ; 3-1)

### Finale
La finale a eu lieu le 14 février 2007 et a vu les Ducs d'Angers l'emporter 4 buts à 1 contre les Dauphins d'Épinal. L'évolution du score fut la suivante :
- Premier tiers : 0-0
- Second tiers : 3-1
- Troisième tiers : 1-0